# Erannis transitoria
Erannis transitoria là một loài bướm đêm trong họ Geometridae.